# A metafizika története

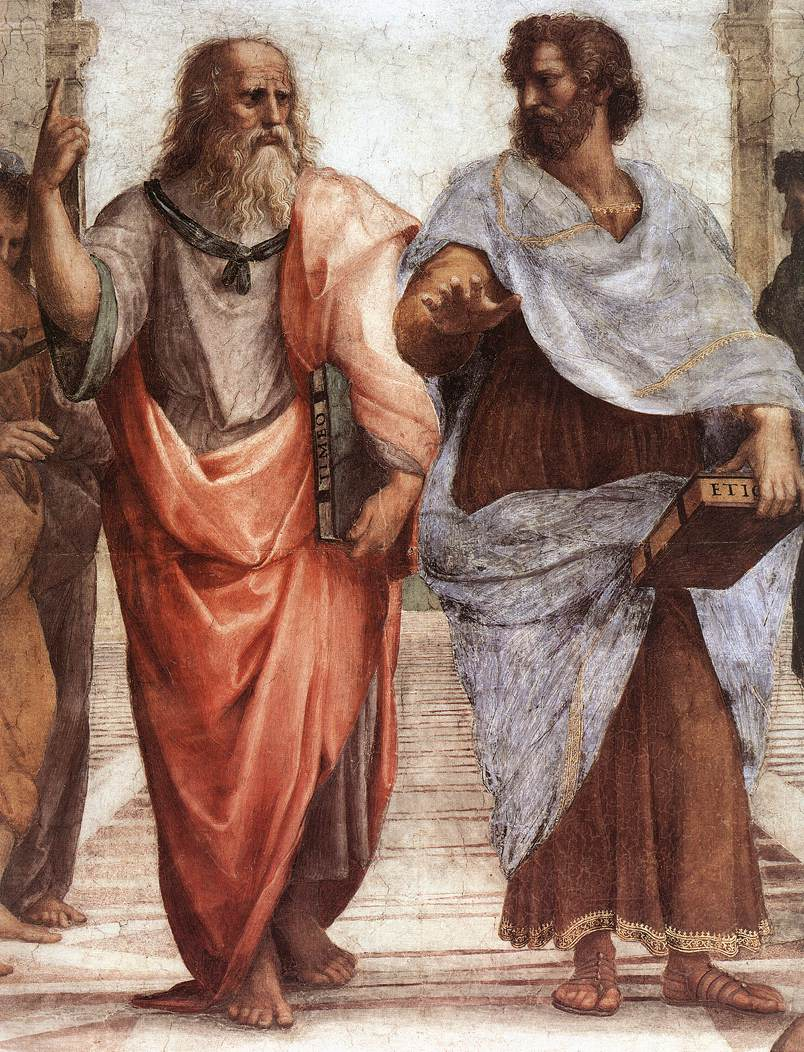
Raffaello: Az athéni iskola (részlet)

## A metafizika az ókorban
A metafizika története a nyugati filozófiában az ión kozmológusokkal kezdődött az i. e. 6. században. Ők a világegyetem eredetéről és az azt felépítő anyagról, az ősanyagról elmélkedtek. Filozófiájuk még szoros kapcsolatban állt a vallásos-mitikus világképpel.
Az ókori metafizika fő problémája a világ okának megismerése volt. Valamilyen őselemet és valamilyen eredendő szándékot feltételeztek, ami a világ dolgait létrehozta és irányítja, azonban őselem anyagát tekintve nem volt egyetértés.
Parmenidészhez (i. e. 470 körül) szokás kötni a metafizika kezdetét. Írásaiban a metafizikának, mint elkülönült filozófiai vizsgálódásnak számos ismertetőjegye megtalálható. Ezek a következők: először is a filozófia olyan felfogása, amely szerint a világegyetemet a priori vizsgálódások révén kívánta megérteni, azaz a fogalmak jelentésére és nem az érzékek tanúságára támaszkodott. Másodszor, olyan alapelvekre támaszkodott, amelyeket elégségesnek tartott arra, hogy a valóságot leírják. Ilyen alapelvek az ellentmondás-mentesség és az elégséges alap elve.

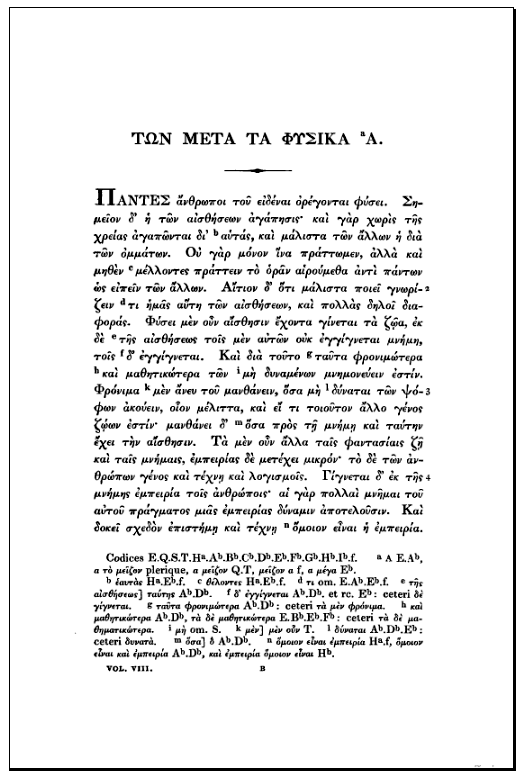
Arisztotelesz: Metafizika (részlet)

Platón hozzájárulása a metafizikához a nehéz kései dialógusokban található, különösen a Parmenidészben és A szofistában.
Arisztotelész (i. e. 384–322) közvetve a metafizika kifejezés forrása. Tőle származik a rendszeres lista a metafizikai kérdésekről. Szerinte a metafizika az egyes tudományokból kimaradt problémák vizsgálata kellene hogy legyen. A metafizika a már igaznak tudott dolgok megmagyarázásával foglalkozik, és nem a tudományban már elfogadott előfeltevéseket támasztja alá, ily módon adja meg a tudomány és a józan ész alapját. Példák a metafizika problémái közül, amelyeket Arisztotelész felsorolt: Miféle dolgok léteznek? Az érzékelhető fizikai tárgyakon kívül létezik-e még valami? Minden létező partikuláré, vagy léteznek univerzáliák is?
A neoplatonikusok igen eredeti és tehetséges metafizikusok voltak a késő ókorban. Filozófiájuk stílusa miatt egyben vallásként is értelmezhető. Vezetőjük, Plótinosz (204–270) a metafizikát miszticizmussal és személyes aszkézissel kapcsolta össze. Filozófiája a metafizikai rendszerek paradigmatikus példája. Tanítványa és műveinek a kiadója Porphüriosz (kb. 232–270), filozófiájának misztikus és vallási oldalát hangsúlyozta. A kései neoplatonikusok, mint Proklosz és Iamblikhosz továbbfejlesztették a metafizika vallási és ezoterikus hangsúlyát.
Az ókori metafizika főbb képviselői Thalész, Anaximandrosz, Anaximenész, Püthagorász és Hérakleitosz, Parmenidész, Empedoklész és Démokritosz, Platón, Arisztotelész és Plótinosz voltak.

## A metafizika a középkorban

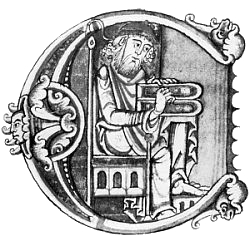
Boethius (480–524)

A középkor metafizikáját az univerzáliák problémája uralta. Úgy gondolták, hogy a species-ek (fajok) és genus-ok (nemek), mint az állat és ló, nem csupán az emberi gondolkodástól és beszédtől függetlenül léteznek, hanem az egyes lovaktól és állatoktól elkülönülten is. A species-eket és genus-okat egyes dolgok archetípusának, ősmintájának tekintették, amelyek Isten elméjében léteznek. Isten ezeket a mintákat felhasználva hozza létre a világ dolgait.
Noha a 11. és 12. században a filozófusokat a nominalizmus vitája foglalta le, a görög és arab szövegek latinra fordítása új gondolkodásmódot idézett elő a metafizikában. A korai középkorban nagyon kevés közvetlen ismerettel rendelkeztek a görög filozófusokról. Platón Timaioszát, a Phaidont és a Menont ismerték ugyan, de a fontos kései dialógusokat, mint a Parmenidészt és Szofistát nem ismerték. A 13. század végére Arisztotelészt is lefordították, így gyakorlatilag új filozófusként lépett színre. Arisztotelész, Metafizika című műve ösztönzött olyan metafizikusokat, mint Albertus Magnus, Aquinói Szent Tamás, Duns Scotus és William Ockham.

### Az univerzálék
A középkori metafizikában univerzáléknak (helytelenül: universáliák - az universalia már többes szám) nevezték az arisztotelészi attribútumokat (species, differencia, sajátosság, akcidens) és a genust is. Az universalia latinul 'egyetemest' jelent: úgy gondolták, hogy a fenti öt attribútum minden emberről állítható.

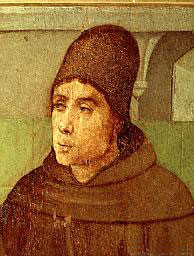
John Duns Scotus

Az univerzália-vita forrása Porphüriosz Arisztotelész Kategóriák című művéhez írt előszava (Eisagogé) volt. A vita arról szólt, hogy léteznek-e az univerzálék önállóan, a világ dolgaitól külön – akár a platóni ideák – vagy sem. A viták következményeként két különböző álláspont alakult ki: a realista és a nominalista álláspont.
A realista álláspont szerint az egyetemes fogalmak valóságosan léteznek. Az álláspont fő képviselője Johannes Scotus Erigena (810–879).
Szerinte az univerzálék világát maga Isten hozta létre, és ebből a világból jött létre a természeti dolgok világa.
A nominalista álláspont szerint az univerzálék gyűjtőnevek, amelyek segítségével individuális dolgok közös tulajdonságait nevezzük meg. Fő képviselője Roscellinus. Szerinte az attribútumok nem lehetnek állítmányok.
A realista és nominalista álláspontok összeegyeztetéseként született a konceptualizmus, jelentése: 'a tárgyát megragadó fogalom'. Fő képviselője Petrus Abaelardus. Szerinte az univerzálék az elme fogalmai.
A középkori metafizika fő képviselői: Boethius, John Duns Scotus, Bonaventura, Canterburyi Szent Anzelm, Aquinói Szent Tamás, William Ockham.

## Modern kori metafizika

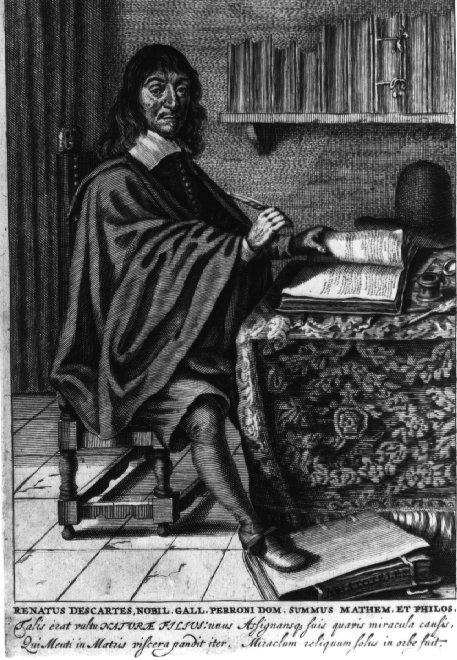
Descartes (1596–1650)

A modern metafizika, mint a modern filozófia is, Descartes-tal kezdődik. Descartes Hippói Szent Ágoston gondolatait viszi tovább. Ilyen például a cogito ergo sum („gondolkodom, tehát vagyok”) érv is. Descartes szerint, a metafizika kijelentéseinek világosaknak és igazolhatóaknak kell lenniük.
A racionalista filozófusok (mint például Leibniz) úgy vélték, hogy a metafizika tisztán logikai vagy fogalmi megfontolások alapján képes abszolút bizonyossággal megválaszolni a világegyetem eredetére, Isten létezésére és a lélek halhatatlanságára vonatkozó kérdéseket. A racionalizmuson belüli irányzatok: materialisták, a pánpszihisták, dualisták, monisták és pluralisták.
A empiristák szerint viszont nem léteznek egyetemes és szükségszerű tényigazságok, és a gondolkodás önmagában, szemben a megfigyeléssel és a kísérlettel, teljességgel képtelen a dolgok természetére és létezésére vonatkozó kérdések megválaszolására.
E két fenti spekuláción lép túl Kant, amikor a metafizika kopernikuszi fordulatát alkotja meg. Szerinte a racionalizmus dogmatizmushoz, az empirizmus pedig szkepticizmushoz vezet.
A modern tudomány, állítja Kant, olyan természetfelfogáson alapszik, amely szükségképpen túlmutat mindazon, ami tapasztalható. A tapasztalaton túlmutató metafizikai kérdések azonban az emberi ész számára megválaszolhatatlanok. Egyszerűbben: a modern ember metafizikához való hozzáállása: se vele, se nélküle.
Kant hatása fellelhető mind kortársai, mind az őt követők idealista rendszereiben: Fichtenél (1762–1814), Schellingnél (1775–1854), Arthur Schopenhauernél (1788–1860) és főként Hegelnél (1770–1831).

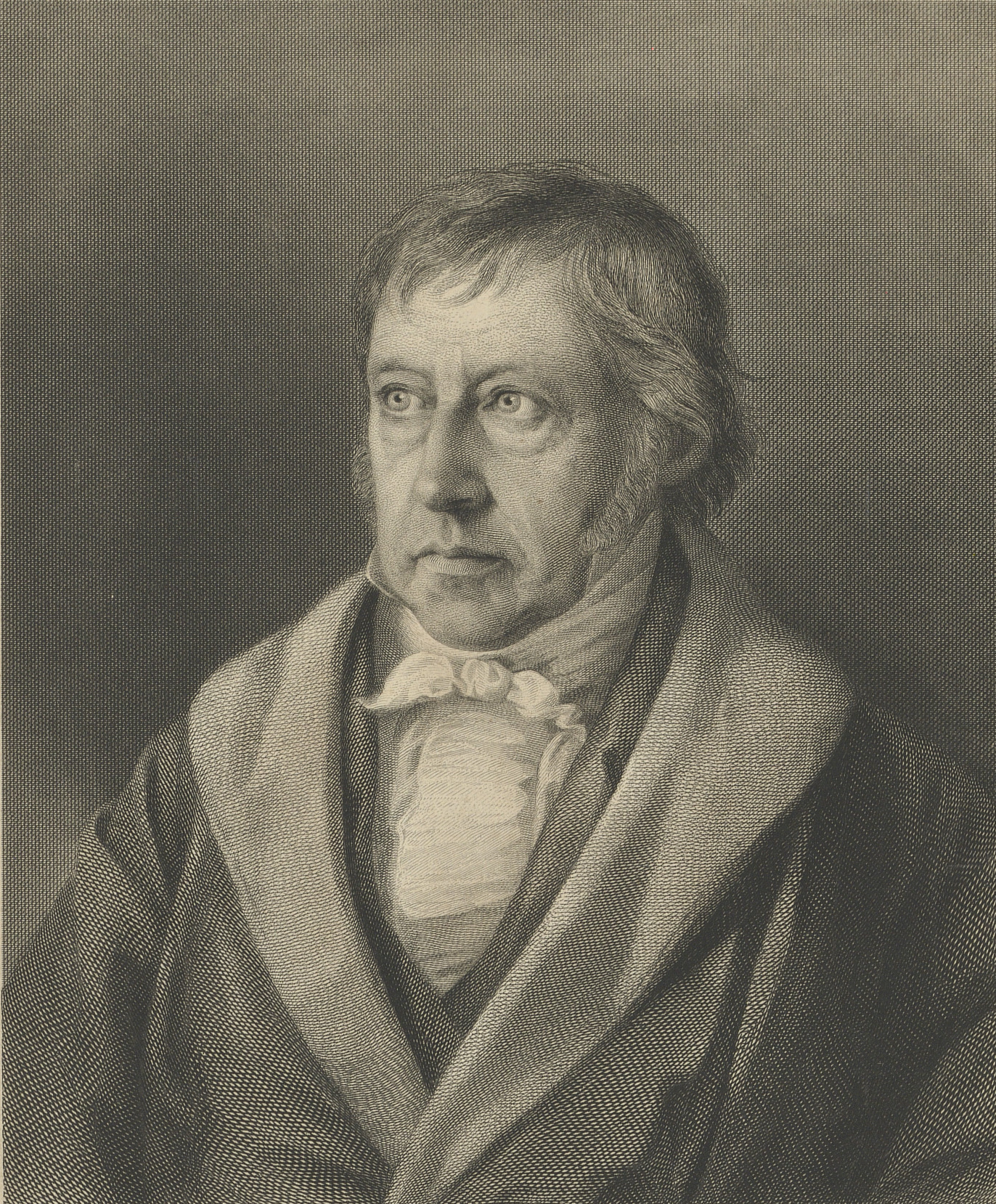
Hegel (1770–1831)

Kant idealizmusa feltételezte, hogy egyértelmű különbség van az érzéki benyomások, és azon formák között, amelynek alapján ezt az adottat elrendezzük és értelmezzük. Kant szerint világos különbség van a közvetlen észlelet és az elme alkotásai között. A hegeli idealizmus éppen ezen oppozíció tagadásában áll, Hegel szerint Kant feltételezései logikailag inkoherensek. E következtetésre Hegel abból az előfeltevésből jutott, hogy a magánvaló dolgokat nem lehet megkülönböztetni az általunk megismert dolgoktól. A dolgok, amelyeket mi ismerünk, csak fokozatosan alakulnak ki a tudatunkban és csak a többi dologgal szembeállítva lesznek meghatározva. Hegel arra a következtetésre jutott, hogy minden dolog áttűnik saját ellentétébe, és a gondolkodásunk által megalapozott dolgok közti kapcsolatok épp annyira részei a dolgoknak, mint az úgynevezett inherens sajátosságaik. Hegel így arra a monista álláspontra jutott, hogy csak egyféle szubsztancia létezik és egyetlen szubsztanciális entitás. Hegel hatása a metafizika fejlődésére főleg abban állt, hogy a dolgok olyan felfogását inspirálta, amely szerint azok egy eleven és egyre bővülő történelem fázisai.
A metafizika a 19. században általában a priori kozmológiát jelentett, pontosabban: idealista kozmológiát, szemben a tudomány mechanikus és materialista állításaival. Auguste Comte pozitív, azaz nem metafizikai filozófiája nem támadta a metafizika egészét, inkább csak a spekulatív filozófiát, a vallásos hiedelmeket támadta. Ekkor kezdett kihangsúlyozódni a különbség a metafizika és a vallás között. A század közepétől a természettudomány fejlődésének köszönhetően a metafizikát empirikus alapokra próbálják helyezni, hogy onnan induktív módon tudják majd felépíteni. A technika és a természettudományok igazán nagy hatása a metafizikára a 20. századtól érzékelhető. A logika tudománnyá fejlődésének következtében a metafizika régi problémái elértéktelenednek, vagy fogalomzavarnak minősülnek (a nyelvfilozófia kialakulásának köszönhetően).
A nyelvfilozófiát Russell és George Edward Moore fejlesztette ki, hogy kiküszöbölhessék a kijelentésekben levő félreértéseket. Russell szerint a metafizika eddigi kudarcai a logika beszűkítéséből adódtak. Azt a felfogást, hogy a hagyományos metafizika a nyelv problémáiból ered, a logikai pozitivizmustól függetlenül dolgozta ki Ludwig Wittgenstein, Gilbert Ryle és sok más kortárs filozófus. Wittgenstein a Bécsi Kör filozófusaival ellentétben nem a metafizikát akarta eltüntetni; ő etikáról ír, egy 1919-ben keletkezett levélben így: "…a könyv értelme etikai… Az etikát ugyanis a könyvem mintegy belülről kiindulva korlátozza".
A logikai pozitivistákhoz hasonlóan a hétköznapi nyelv filozófusai egyetértettek abban, hogy a hagyományos metafizikai kérdések bizonyos értelemben megsérthetőek, ám ők úgy gondolták, hogy ezeket nem elvetni, hanem újraformálni kell. Ők úgy próbálták újraformálni a metafizikai problémákat, hogy átvezették azokat a hétköznapi nyelvre.Mind a logikai pozitivizmus, mind a hétköznapi nyelv filozófiája a dogmatikus metafizika feletti kanti kritika kiterjesztésének tekinthető. Mindkettő élesen szemben áll a hegelianizmussal és a kanti idealizmussal.
A 20. század másik irányzata a fenomenológia és az egzisztencializmus. Ezek a filozófusok elfogadják azt a hegeli tanítást, hogy a metafizika nem lehet tapasztalati tudomány de az analitikusokkal is egyetértenek abban, hogy a priori érveléssel semmit sem lehet bebizonyítani a dolgokról. Ilyen gondolkodású filozófus volt Henri Bergson (1859–1941) aki új metafizikát akart létrehozni. A szaktudományok kutatási eredményeiből kiindulva intuitív szemlélethez jut el. Bergson szerint, a természettudományi kutatás számára alapul szolgáló értelem nem képes az élőt megérteni, mivel statikus, elvonatkoztató és izoláló szemléletmódja nem képes számot vetni az élet dinamikájával és egyszerűségével. Az intellektus a statikusra irányul és a műszaki megoldások terén mozog otthonosan.
A fenomenológusok szerint a józan ész és a tudomány is előfeltételez egy primitívebb tapasztalatot, amely a dolgok számunkra való megjelenésének szándékoltan naiv leírásával ragadhatunk meg. Az egzisztencialisták szerint a metafizika tárgya olyan valóság, amit érzelmileg semlegesen nem lehet leírni, ám birtokolható sőt szembe is helyezkedhetünk vele. A fenomenológiát és az egzisztencializmust kapcsolták össze filozófiájukban Martin Heidegger és Jean-Paul Sartre, aki megkísérlik kifejezni az idő, kontingencia és partikularitás intuitív megértését, ahogyan ezek a mindennapi életben megtapasztalhatók.
Történetileg a következő irányzat a filozófiai analízis (analitikus filozófia) irányzata. E filozófusok a metafizika jelenlegi helyzetét körülbelül úgy látják, mint ahogyan Arisztotelész látta amikor áttekintette a metafizikát az ő koráig. Arisztotelész úgy gondolta, hogy elődei bár mindent elmondtak valójában semmit sem mondtak. Szerintük a metafizika, a nyelvfilozófia és a logika segítségével kiküszöbölhető.
A modern metafizika főbb képviselői: Descartes, Kant, David Hume, Spinoza, George Berkeley, Carnap, Wittgenstein, René Guénon, Martin Heidegger, Hilary Putnam és sokan mások.

## Lásd még
- Metafizika